# Big School
Big School é uma sitcom da BBC, estrelada por David Walliams, Catherine Tate, Steve Speirs, Frances de la Tour e Philip Glenister. É situada em uma escola secundária e segue os relacionamentos cômicos dos professores. A primeira temporada começou na BBC One em 16 de Agosto de 2013, e teve críticas bem divididas. O episódio final da primeira temporada foi ao ar em 20 de Setembro de 2013. Em 2 de Dezembro de 2013, foi anunciado que Big School havia sido renovada para uma segunda e final temporada, tendo ela sido concluída em 10 de Outubro de 2014.